# 博利亞爾卡 (奧列夫斯克區)
51°9′15″N 27°44′17″E / 51.15417°N 27.73806°E
博利亞爾卡（烏克蘭語：Болярка），是烏克蘭北部的村莊，隸屬日托米爾州的科羅斯滕區。該村面積0.74平方公里，海拔高度196米，2001年人口168，人口密度每平方公里227.03人。